# Greatest Hits (álbum de The Beach Boys)
Greatest Hits es un álbum de compilación de dieciséis grandes éxitos por la banda estadounidense The Beach Boys editado en 1970. Junto a Live in London fueron los primeros álbumes que Capitol editó exclusivamente para el mercado británico, aunque en 1976 Live in London fue editado en Estados Unidos como Beach Boys' 69.

## Historia
A diferencia de los compilatorios estadounidenses, en el Reino Unido Capitol solía editar compilaciones con catorce canciones, o como en este caso dieciséis. La compilación tiene dieciséis lados A de sencillos, que incluyen a "Cottonfields" y "Break Away" (mientras que "Then I Kissed Her" había sido editada como sencillo solo en Reino Unido), dos cortes que no aparecieron en las ediciones regulares de álbumes de estudio de The Beach Boys en Estados Unidos. Además el álbum tiene una selección más revisada de las canciones, haciendo menos foco en la etapa surf rock, más clásica del grupo.

## Lista de canciones
Todas las canciones escritas y compuestas por Brian Wilson y Mike Love, excepto donde se indica. 
| Lado A |                                                                 |          |  |
| N.º    | Título                                                          | Duración |  |
| 1.     | «Sloop John B» (trad., Brian Wilson)                            |          |  |
| 2.     | «California Girls»                                              |          |  |
| 3.     | «Barbara Ann» (Fred Fassert)                                    |          |  |
| 4.     | «I Get Around»                                                  |          |  |
| 5.     | «Wild Honey» (Brian Wilson)                                     |          |  |
| 6.     | «I Can Hear Music» (Jeff Barry, Ellie Greenwich y Phil Spector) |          |  |
| 7.     | «Darlin'»                                                       |          |  |
| 8.     | «God Only Knows» (Brian Wilson y Tony Asher)                    |          |  |

| Lado B |                                                             |          |  |
| N.º    | Título                                                      | Duración |  |
| 9.     | «Do It Again»                                               |          |  |
| 10.    | «Cottonfields» (Leadbelly)                                  |          |  |
| 11.    | «Bluebirds over the Mountain» (Ersel Hickey)                |          |  |
| 12.    | «Then I Kissed Her» (Phil Spector, E. Greenwich y J. Barry) |          |  |
| 13.    | «Help Me Rhonda» (Brian Wilson)                             |          |  |
| 14.    | «Break Away» (Brian Wilson y Reggie Dunbar)                 |          |  |
| 15.    | «Heroes and Villains» (Brian Wilson y Van Dyke Parks)       |          |  |
| 16.    | «Good Vibrations»                                           |          |  |

- Todas las pistas están en estéreo, salvo "I Can Hear Music" y "Cottonfields" que son grabaciones en monoaural, pero reprocesadas electrónicamente para crear el efecto de "falso-estéreo".

## Recepción
Greatest Hits llegó al puesto n.º 5 en el Reino Unido.